# کوکوت‌آسانا

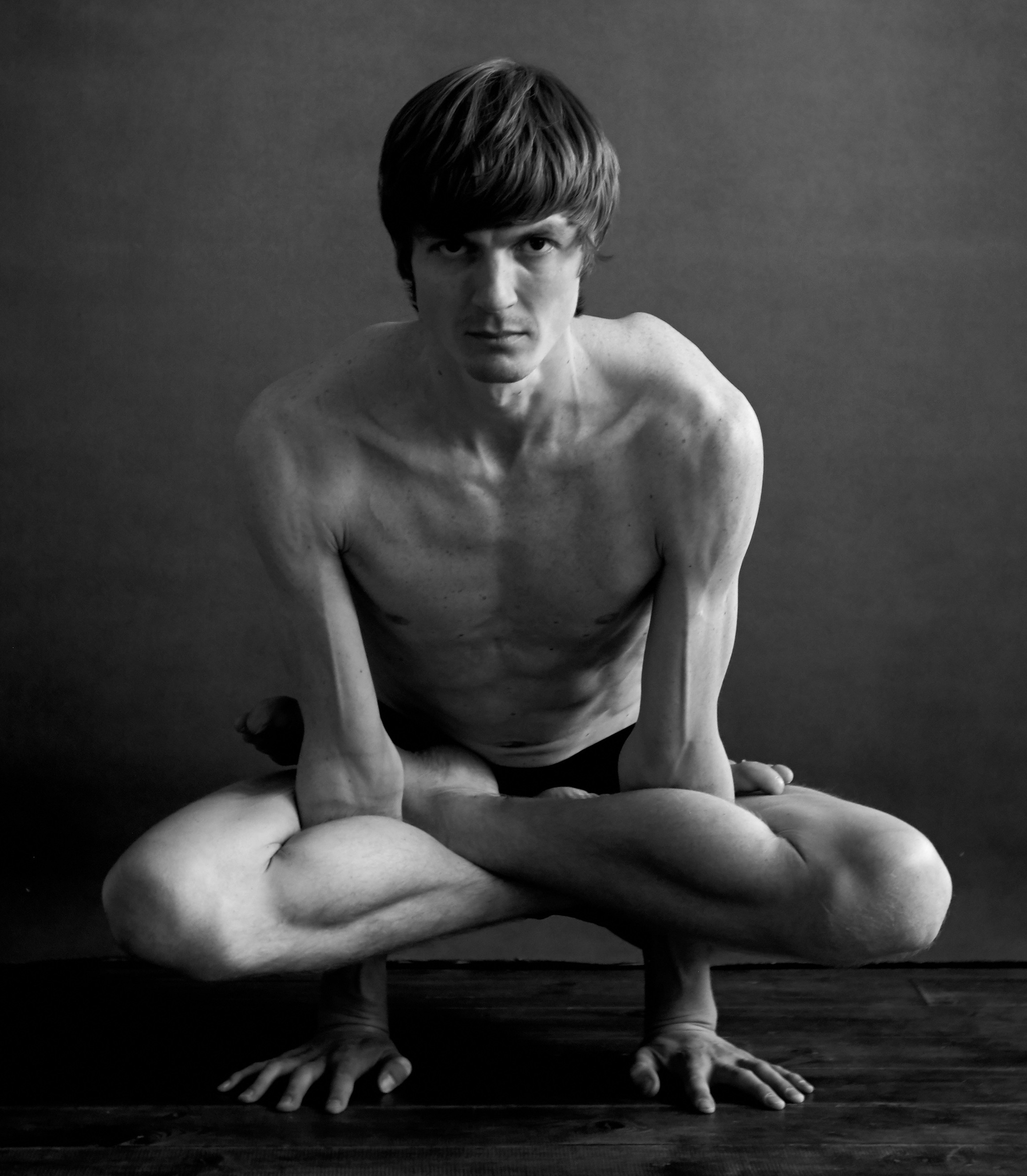
کوکوت آسانا

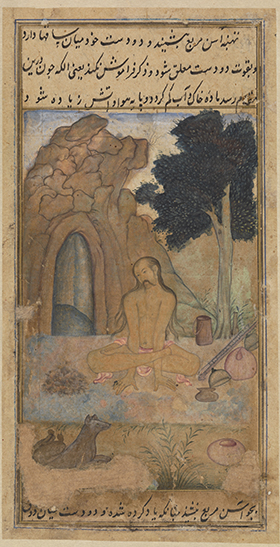
نقاشی کوکوت آسانا در نسخه خطی فارسی بحرالحیات

کوکوت آسانا (سانسکریت: कुक्कुटासन ; IAST: Kukkuṭāsana)، وضعیت جوجه است و یکی از وضعیت‌های پیشرفتهٔ هاتا یوگا.

## ریشه‌شناسی و ریشه‌ها
این نام از واژه‌های سانسکریت kukkuṭā به معنی " کوکر " و asana (आसन) به معنای حالت نشسته گرفته شده‌است.
آسانا در متون هاتا یوگای قرون وسطایی از جمله قرن هفتم Ahirbudhnya Saṃhitā، قرن 13th Vasishtha Samhita ,  قرن 15th Haṭha Yoga Pradīpikā ۱٫۲۳، قرن هفدهم Gherahṃthaṇthahthah, و قرن 17th Gheraṇthahthahthah, 23-13، توصیف شده‌است. . ۱۶۰۲.

## شرح
در حالت Padmasana، نیلوفر آبی نشسته دست‌ها از بین ران‌ها و ساق پاها فرورفته تا محکم روی زمین قرار گیرند و بدن بالا می‌رود.